# Прыжки в воду на Европейских играх 2023
Прыжки в воду на Европейских играх 2023 года - соревнования по прыжкам в воду на Европейских играх 2023 состоялись в городе Жешуве в Польше с 22 июня по 28 июня на площадках водного спортивного комплекса. Разыграно 13 комплектов наград. В соревнованиях приняли участие 127 спортсменов из 25 стран Европы.
В ходе соревнований были разыграны квоты на летние Олимпийские игры 2024 года, которые состоятся в Париже. Победители в соревнованиях с 3-х метрового и 10-ти метрового трамплинов у мужчин и у женщин получили олимпийскую лицензию.

## Календарь
| ЦО | Церемония открытия | 2 | Финалы соревнований | ЦЗ | Церемония закрытия |

| Июнь-Июль     | Июнь-Июль     | 21 Ср | 22 Чт | 23 Пт | 24 Сб | 25 Вс | 26 Пн | 27 Вт | 28 Ср | 29 Чт | 30 Пт | 1 Сб | 2 Вс | Медали |
| ------------- | ------------- | ----- | ----- | ----- | ----- | ----- | ----- | ----- | ----- | ----- | ----- | ---- | ---- | ------ |
| Прыжки в воду | Прыжки в воду |       | 1     | 2     | 2     | 2     | 2     | 2     | 2     |       |       |      |      | 13     |

### Медалисты

#### Мужчины
| Категория          | Золото                                    | Серебро                                               | Бронза                                     |
| 1 метр             | Росс Хаслам Великобритания                | Алексис Жандар Франция                                | Лоренцо Марсалья Италия                    |
| 3 метра            | Мориц Линус Веземан Германия              | Жюль Матео Буйе Франция                               | Алексис Жандар Франция                     |
| 10 метров          | Тимо Бартель Германия                     | Робби Ли Великобритания                               | Риккардо Джованнини Италия                 |
| 3 метра, синхрон   | Украина · Олег Колодий · Данило Коновалов | Италия · Лоренцо Марсалья · Джованни Точчи            | Франция · Жюль Матео Буйе · Алексис Жандар |
| 10 метров, синхрон | Украина · Алексей Середа · Кирилл Болюх   | Италия · Риккардо Джованнини · Эдуард Тимбретти Гуджу | Германия · Тимо Бартель · Джейден Айкерман |

#### Женщины
| Категория          | Золото                                                | Серебро                                   | Бронза                                                |
| 1 метр             | Мишель Хаймберг Швейцария                             | Эмилия Нильссон Швеция                    | Грейс Рид Великобритания                              |
| 3 метра            | Кьяра Пеллакани Италия                                | Эмилия Нильссон Швеция                    | Мишель Хаймберг Швейцария                             |
| 10 метров          | Эден Чен Великобритания                               | Кристина Вассен Германия                  | Сара Джодоин Ди Мария Италия                          |
| 3 метра, синхрон   | Великобритания · Дешарн Бент-Эйшмейль · Эми Роллинсон | Германия · Лена Хентшель · Яна Лиза Ротер | Италия · Елена Бертокки · Кьяра Пеллакани             |
| 10 метров, синхрон | Германия · Кристина Вассен · Елена Вассен             | Украина · Ксения Байло · София Эсман      | Испания · Валерия Антолино · Ана Карвахаль Сан Мигель |

#### Смешанные дисциплины
| Категория                | Золото                                                                        | Серебро                                                                                | Бронза                                                                                              |
| 3 метра, синхрон, микст  | Италия · Кьяра Пеллакани · Маттео Санторо                                     | Великобритания · Грейс Рид · Джеймс Хитли                                              | Швеция · Эмилия Нильссон · Элиас Петерсен                                                           |
| 10 метров, синхрон, мист | Украина · Ксения Байло · Кирилл Болюх                                         | Германия · Александр Ян Любе · Елена Вассен                                            | Италия · Сара Джодоин Ди Мария · Эдуард Тимбретти Гуджу                                             |
| Командные соревнования   | Украина · Ксения Байло · Данило Коновалов · Анна Письменская · Алексей Середа | Италия · Сара Джодоин Ди Мария · Лоренцо Марсалья · Кьяра Пеллакани · Эдуард Тимбретти | Испания · Валерия Антонио-Пачека · Альберто Аревало Алькон · Росио Веласкес-Рольдан · Карлос Камачо |

### Общий зачёт
*   Принимающая страна (Польша)
| Место          | Страна         | Золото | Серебро | Бронза | Всего |
| -------------- | -------------- | ------ | ------- | ------ | ----- |
| 1              | Украина        | 4      | 1       | 0      | 5     |
| 2              | Германия       | 3      | 3       | 1      | 7     |
| 3              | Великобритания | 3      | 2       | 1      | 6     |
| 4              | Италия         | 2      | 3       | 5      | 10    |
| 5              | Швейцария      | 1      | 0       | 1      | 2     |
| 6              | Франция        | 0      | 2       | 2      | 4     |
| 7              | Швеция         | 0      | 2       | 1      | 3     |
| 8              | Испания        | 0      | 0       | 2      | 2     |
| Всего стран: 8 | Всего стран: 8 | 13     | 13      | 13     | 39    |